# Cultura de Mozambique

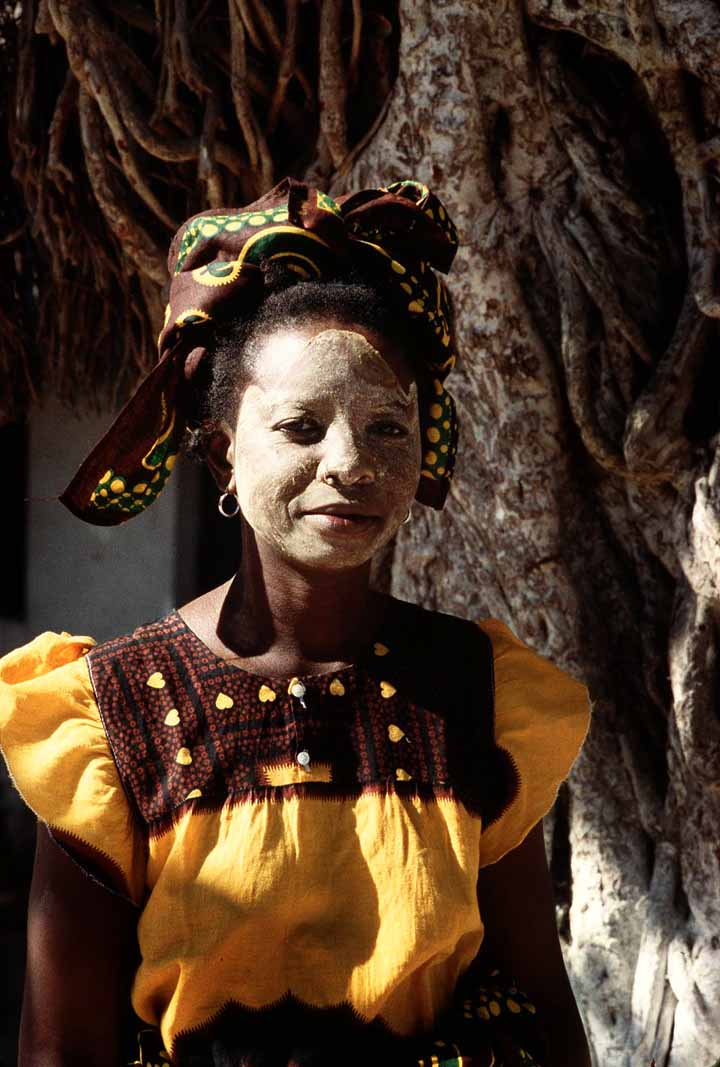
Mujer de Mozambique con decoración tradicional.

La cultura de Mozambique se destaca por la mezcla de elementos portugueses y bantúes. Mozambique es un país fundado por los portugueses que comprende y agrupa a varios pueblos de habla bantú, y también algunos otros que utilizan lenguas nilóticas. La mayoría de las personas no habla portugués y no hablan su idioma o el de los grupos étnicos vecinos. Si bien la presencia e influencia portuguesa no occidentalizó a estos pueblos, la élite política y económica está profundamente imbuida de la cultura portuguesa a expensas de su cultura de origen.
Los mozambiqueños cultivan y consumen yuca, ñame, maíz y diferentes tipos de mijo.
Muchas de las tradiciones culturales de Mozambique han sobrevivido a siglos de colonialismo. Los makonde en el norte son famosos por sus esculturas en marfil y máscaras. Los chopi en el centro de la costa sur son reconocidos por sus complejas composiciones musicales y danzas. La tradición de Mozambique en cuanto artes visuales ha producido varios artistas modernos que han alcanzado prestigio internacional. Uno de los artistas mozambiqueños más famosos es Malangatana, cuyas pinturas muestran los sufrimientos durante el período colonial y la guerra civil.
Mozambique posee una amplia diversidad tanto a nivel cultural como lingüística. Las culturas islámica, el idioma suajili, y grupos matrilineales de habla bantu coexisten en las regiones norte y central, mostrando patrones que prevalecen en los países vecinos de Tanzania y Malaui. La gran variedad de pueblos en el valle del Zambezi se entremezclan cultural y lingüísticamente con los pueblos vecinos de Malawi, Zambia, y Zimbabue, y ganaderos patrilineales, que comparten una tradición con grupos vecinos de habla Nguni en Sudáfrica y Zimbabue son comunes en el sur. Los diversos idiomas, relaciones sociales, tradiciones artísticas, vestimenta, y diseños ornamentales son temas comunes de una expresión cultural creativa y dinámica en cuanto al canto, poesía, danza, y actuación.

## Idiomas
El idioma oficial es el portugués, mientras que el inglés se utiliza mucho en las grandes ciudades tales como Maputo y Beira. Muchos mozambiqueños hablan una lengua bantú tal como el Chopi o Tsonga.